# Witalij Chomicewicz
Witalij Walerjewicz Chomicewicz, ros. Виталий Валерьевич Хомицевич (ur. 18 listopada 1978 w Kamieńsku Uralskim) – rosyjski żużlowiec, specjalizujący się w wyścigach na lodzie. Brat Dmitrija Chomicewicza – również żużlowca.
Pięciokrotny medalista indywidualnych mistrzostw świata: złoty (2003) oraz czterokrotnie srebrny (2004, 2005, 2007, 2008). Pięciokrotny złoty medalista drużynowych mistrzostw świata (2003, 2004, 2005, 2007, 2008). Sześciokrotny medalista indywidualnych mistrzostw Rosji: trzykrotnie złoty (2002, 2004, 2008), srebrny (2007) oraz dwukrotnie brązowy (2001, 2003). Dwukrotny złoty medalista drużynowych mistrzostw Rosji (2001, 2010).